# Rodopsinu-slični receptori
Rodopsinu-slični receptori su familija proteina koja obuhvata najveću grupu G-protein spregnutih receptora.

## Oblast
G-protein-spregnuti receptori, GPCR, su velika proteinska familija koja obuhvata širok spektar funkcija (razne autokrine, parakrine i endokrine procese). Oni manifestuju znatnu raznovrsnost na nivou sekvenci. Na osnovu thi razlika oni su grupisani. GPCR receptori se obično opisuju kao "superfamilija" zato što se mogu podeliti na više familija za koje postoje indikacije o evolucionim odnosima, mada između njih ne postoje statistički značajna sličnost sekvenci. Trenutno poznati članovi superfamilije su rodopsinu-slični GPCR, sekretinu-slični GPCR, cAMP receptori, gljivični feromonski receptori, i metabotropska glutamatna receptorska familija. Postoje specijalizovane baze podataka za GPCR receptore.

## Klase
Rodopsinu-slični GPCR receptori su klasifikovani u 19 podgrupa (A1-A19) na osnovu filogenetske analize.

## Literatura
1. ↑  Palczewski K; Kumasaka T; Hori T;  . (2000). „Crystal structure of rhodopsin: A G protein-coupled receptor”. Science. 289 (5480): 739—45. PMID 10926528. doi:10.1126/science.289.5480.739.
2. 1 2  Attwood TK, Findlay JB (1994). „Fingerprinting G-protein-coupled receptors”. Protein Eng. 7 (2): 195—203. PMID 8170923. doi:10.1093/protein/7.2.195.
3. ↑  „Information system for G protein-coupled receptors”. GPCRDB. www.gpcr.org. Архивирано из оригинала 22. 04. 2009. г. Приступљено 05. 12. 2008.
4. ↑  Joost P, Methner A (2002). „Phylogenetic analysis of 277 human G-protein-coupled receptors as a tool for the prediction of orphan receptor ligands”. Genome Biol. 3 (11): research0063.1—0063.16. PMC 133447 . PMID 12429062. doi:10.1186/gb-2002-3-11-research0063.

## Dodatna literatura
- Vriend G, Horn F, Oliveira L, Bywater RP, Cohen FE. „GPCRDB (G Protein-Coupled Receptor Data Base): sequence-derived data.”. Архивирано из оригинала 14. 11. 2007. г. Приступљено 10. 12. 2007.
- Horn F, Bettler E, Oliveira L, Campagne F, Cohen FE, Vriend G (2003). „GPCRDB information system for G protein-coupled receptors”. Nucleic Acids Res. 31 (1): 294—7. PMC 165550 . PMID 12520006. doi:10.1093/nar/gkg103.